# Kohlenstaubmotor
Der Kohlenstaubmotor war ein Hubkolbenmotor, der – statt mit flüssigem Kraftstoff – mit etwa 4 µm feinem Kohlenstaub betrieben wurde. Der vom Prinzip als Dieselmotor ausgelegte Kohlenstaubmotor, dessen Entwicklung in Deutschland von 1916 bis 1940 intensiv vorangetrieben wurde, war eine Fehlentwicklung.

## Anfänge
Bereits 1824 erwähnt Nicolas Léonard Sadi Carnot Kohlenstaub als möglichen Verbrennungsstoff im Kreisprozess. 1851 wird in einer US-amerikanischen Patentschrift eine Art „Kohlenstaubturbine“ erwähnt, 1880 meldete J. Wickfeld einen Kohlenstaubmotor zum Patent an. 1899 experimentierte Rudolf Diesel mit einem Kohlenstaubmotor, Paul Meyer schilderte die Versuche dazu:

„Ich glaube, es geschah mit einem Suppenlöffel, Eingabe einer Portion Kohlenstaub, und […] sicher erinnere ich mich noch, dass nach etwa 5 Minuten der Scherz zu Ende war. Der Kohlenstaub hatte alle Kolbenringe festgesetzt, wurde zwischen Wand und Kolben durchgeblasen. […] Die Maschine erforderte zwei Tage Reinigungsarbeit, und dann wurde der Versuch vor einer hohen Kommission noch einmal mit dem gleichen Erfolg wiederholt.“

Diesels Mitarbeiter Rudolf Pawlikowski (1868–1942) verfocht mit hohem persönlichen und materiellen Einsatz dessen Entwicklung weiter. 1916 brachte Pawlikowski den Kohlenstaubmotor erstmals zur Funktion, der umgebaute stationäre MAN-Dieselmotor leistete 80 PS. Der nach dem Akronym Pawlikowskis benannte Rupa-Motor wurde u. a. von der I.G. Farben und MAN von 1925 bis 1930 sowie von verschiedenen Maschinenfabriken in Deutschland bis 1940 weiterentwickelt. Von der I.G. Farben wurden mehrere Millionen Reichsmark in die Entwicklung des Kohlenstaubmotors gesteckt.

## Funktionsweise und Fehlentwicklung
Ein nach dem Dieselprinzip arbeitender Viertaktmotor erzeugt über den Kolben im ersten Takt einen Unterdruck im Verbrennungsraum. Eine Hilfspumpe erzeugt gleichzeitig einen Unterdruck in einer Vorkammer mit Kohlenstaub. Im zweiten Takt drückt die Hilfspumpe den Kohlenstaub über das Zulaufventil aus der Vorkammer in den Verbrennungsraum.
Der Verbrennungsvorgang im Kohlenstaubmotor war stets problematisch. Der Kohlenstaub musste eine gleichbleibende Feinheit aufweisen, durfte nicht verklumpen und musste sich zum richtigen Zeitpunkt selbst entzünden. Entscheidend für den Misserfolg des Kohlenstaubmotors war der systembedingte Verschleiß an der Zylinderlaufbuchse durch die abrasive Wirkung des Kohlenstaubs im Zylinder, die etwa 500-mal höher als bei einem Dieselmotor war. „Nach 150 Betriebsstunden erreichte eine Gusseisenbuchse von 420 mm Durchmesser eine Abnutzung am oberen Totpunkt des Kolbens von 7 mm.“ Ebenso wurde die Menge der anfallenden Asche und Schlacke, selbst bei optimaler Verbrennung, mit 5–10 Prozent des Verbrennungsmaterials berechnet. Wie man diese aus dem Zylinder entfernen könnte, war der Gegenstand verschiedener Patentschriften.

„Der Kohlenstaubmotor kann als ein Lehrbeispiel dienen, dass […] ein ungeeignetes Konzept auch mit noch so viel intellektuellem und materiellem Aufwand nicht erfolgreich […] umgesetzt werden kann. Für diese von Anfang an vorhersehbare Fehlentwicklung wurden große Geldbeträge im wahrsten Sinne des Wortes verpulvert.“

## Weitere Versuche mit Kohlenstaub
1978 entwickelte General Motors den Prototyp einer mit Kohlenstaub befeuerten Gasturbine, die das Modell Cadillac Eldorado antrieb. Der Bundesverband der Deutschen Luft- und Raumfahrtindustrie beantragte daraufhin beim Bundesministerium für Forschung und Technologie Forschungsgelder für die Entwicklung eines Kohlenstaubmotors, die der Bundesminister jedoch nicht bewilligte.